# ホセ・グラゲラ
ホセ・グラヘラ・アマド（José Gragera Amado、2000年5月14日）は、スペイン・アストゥリアス州ヒホン出身のサッカー選手。プリメーラ・ディビシオン・RCDエスパニョール所属。ポジションはMF。

## クラブ経歴
アストゥリアス州のヒホンに生まれ、2008年にラ・アスンシオンCFからスポルティング・デ・ヒホンのカンテラに移った。2018年1月24日、トップチーム未出場ながらクラブと3年間の自身初のプロ契約を結んだ。2017-18シーズン、17歳にしてBチームデビューを果たすと、2019年6月8日、カディスCFとのリーグ戦にてトップチームデビューとプロデビューを飾った。
2023年1月31日、RCDエスパニョールへ移籍し、5年半の長期契約を交わした。

## 代表経歴
2018年11月14日、ノルウェー代表のU-18チームとの親善試合でU-19スペイン代表デビュー。2021年11月にはおよそ3年ぶりとなるU-21スペイン代表でのユース代表出場を経験した。